# Hanson (Kentucky)
Hanson és una població dels Estats Units a l'estat de Kentucky. Segons el cens del 2000 tenia 625 habitants.

## Demografia
Segons el cens del 2000, Hanson tenia 625 habitants, 241 habitatges, i 187 famílies. La densitat de població era de 102,3 habitants/km².
Dels 241 habitatges en un 38,6% hi vivien nens de menys de 18 anys, en un 66,8% hi vivien parelles casades, en un 7,9% dones solteres, i en un 22% no eren unitats familiars. En el 19,5% dels habitatges hi vivien persones soles el 10,4% de les quals corresponia a persones de 65 anys o més que vivien soles. El nombre mitjà de persones vivint en cada habitatge era de 2,59 i el nombre mitjà de persones que vivien en cada família era de 2,9.
Per edats la població es repartia de la següent manera: un 26,2% tenia menys de 18 anys, un 6,4% entre 18 i 24, un 29,3% entre 25 i 44, un 26,6% de 45 a 60 i un 11,5% 65 anys o més.
L'edat mediana era de 39 anys. Per cada 100 dones de 18 o més anys hi havia 89,7 homes.
La renda mediana per habitatge era de 31.250$ i la renda mediana per família de 36.406$. Els homes tenien una renda mediana de 32.054$ mentre que les dones 21.731$. La renda per capita de la població era de 14.932$. Entorn del 6,7% de les famílies i el 12,5% de la població estaven per davall del llindar de pobresa.

## Poblacions més properes
El següent diagrama mostra les poblacions més properes.